# Jenő Vincze
Jenő Vincze (né le 20 novembre 1908 à Versec en Autriche-Hongrie et mort le 20 novembre 1988) était un joueur de football international et un entraîneur hongrois, qui jouait en attaque.

## Biographie

### Club
Il commence par jouer à partir de 1922 dans l'équipe des jeunes du Debreceni MTE jusqu'en 1925.
Il rejoint ensuite chez les seniors le club du Debrecen VSC où il reste jusqu'en 1934, date à laquelle il effectue la dernière partie de sa carrière à l'Újpest FC, club où il reste jusqu'à sa retraite en 1944 (il y joue en tout 136 matchs et marque 67 buts).

### International
Il joue en tout 25 matchs et marque 8 buts en international avec l'équipe de Hongrie de football.
En sélection, il fait partie de l'effectif hongrois qui participe à la coupe du monde 1934 en Italie et à la coupe du monde 1938 en France où la Hongrie parvient jusqu'en finale du mondial.

### Entraîneur
Juste après sa retraite, il entraîne son ancien club de l'Újpest FC entre 1946 et 1947. Il s'occupe ensuite d'un club local, à savoir le Vasas Izzó en 1955.
Il part ensuite pour le championnat suisse et prend tout d'abord les rênes du Servette FC de 1957 à 1959, puis du FC Bâle entre 1959 et 1961.
Il va rejoindre ensuite l'Allemagne pour entraîner durant une quinzaine d'années.
En 1961, il entraîne le SpVgg Greuther Fürth jusqu'en 1964, puis le 1. FC Nuremberg jusqu'en 1967, année à partir de laquelle il rejoint le 1. FC Schweinfurt 05 (1967-1971). Il finit ensuite sa carrière d'entraîneur en étant aux commandes du SpVgg Bayreuth entre 1971 et 1975.